# 田丸篤志
田丸篤志（日语：／ Tamaru Atsushi，1986年2月27日—）是日本男性聲優。Mausu Promotion所屬。埼玉縣出身。

## 經歷
於北海道出生，出生後不久就搬到埼玉縣居住。
在高中進行大學的入學考試複習的休息時間偶然聽到聲優主持的廣播節目，並被當時撥放動畫歌曲引起興趣，於是以聲優為目標。
大學2年級時看到雜誌刊登的聲優養行所的招生廣告，正式開始聲優養成所的學習生活。
2007年Sigma Seven第2回公開徵選與大龜明日香、西明日香、渕上舞為同期合格者。
2009年在電視動畫版『クプ〜!!まめゴマ!』以出演角色佐佐木正式出道。
2015年4月與同為聲優的內田雄馬共同主持超!A&G+的廣播節目『BELOVED MEMORIES』放送開始。
2016年10月1日開始從Sigma Seven e轉到Sigma Seven。
2020年4月1日發表已離開原所屬的Sigma Seven並移藉至Mausu Promotion。

## 人物
身高172cm。有一位年長2歲的姐姐。從小就是一個怕生的人。
興趣為音樂及電影鑑賞，最近亦迷上版圖遊戲。 
喜歡的音樂類型為日本流行音樂及原聲音樂。喜歡的藝人為Mr.Children及B'z。
芝浦工業大學系統工程系電子訊息工程科畢業、畢業研究報告主題為「Cut-off Rigidity の可視化による人工衛星運用の学習支援ツールの開発」。
憧憬的聲優為山寺宏一及石田彰。聲優同業中與淺利遼太、同期的西明日香、動畫『玉子市場』共演的洲崎綾關係良好。
喜歡的女性類型為比自己更活力充沛的人。
因為自己的個性比較沉著穩重，但同時喜好亦容易受周遭人的語言所影響，因此也喜歡擅長聊天並會實際行動的人。

## 演出作品

### 電視動畫
2009年
- 海豹寶寶（佐佐木）
- 肯普法

2010年
- STAR DRIVER 閃亮的塔科特（男學生）
- 侵略！花枝娘（爸爸）

2011年
- 寶石寵物 Sunshine（白石御影、龜男、客B、宇宙人B、M-kage）
- Happy Kappy（カピバーラ）
- 召喚惡魔（男學生）

2012年
- 妖狐×僕SS（男子1）
- 寶石寵物 Kira☆Deco！（格拉納）
- 聖靈妖精（男2、歐魯索）
- 刀劍神域（玩家）
- Muv-Luv Alternative Total Eclipse（クレショワ・コンタルスキー）
- JOJO的奇妙冒險（壞孩子A）
- 絕園的暴風雨（部下I、通信士）
- 出包王女DARKBESS（男學生們）
- CØDE:BREAKER（青山）
- 鄰座的怪同學（教師、男學生A、男學生）
- Little Busters!（學生D）
- ROBOTICS;NOTES（高橋、記者B）

2013年
- 絕園的暴風雨（同僚）
- 玉子市場（大路餅藏）
- 前進吧！登山少女
- 科學超電磁砲S（過激派、駕駛員）
- 幸福光暈 ～More Aggressive～（司儀男子）
- 銀之匙 Silver Spoon（二又幸治）
- 噬血狂襲（男性）
- 眼鏡部！（鉢嶺拓磨）
- 機巧少女不會受傷（人偶使C）
- 刀劍神域 Extra Edition（使用短彎刀的人）

2014年
- HAMATORA ─超能偵探社─（王子）
- 銀之匙 Silver Spoon 第二季（依田勉）
- 魔法科高中的劣等生（吉田幹比古）
- 排球少年！！（國見英）
- 前進吧！登山少女 Second Season（健一的朋友）
- 偶像活動（瀨名翼）
- 刀劍神域II（達爾肯）

2015年
- 少年好萊塢 -HOLLY STAGE FOR 50-（晃）
- 聖劍使的禁咒詠唱（英司）
- 俺物語！！（同學）
- Chaos Dragon 赤龍戰役（白叡[3]）
- 學戰都市Asterisk（天霧綾斗）
- 排球少年！！第二季（國見英）
- 我被抓到貴族女校當「庶民樣本」（神樂坂公人）
- 新哆啦A夢（阿茂）

2016年
- 只有我不存在的城市（杉田廣美）
- 灰與幻想的格林姆迦爾（義勇兵C）
- 學戰都市Asterisk 第2期（天霧綾斗）
- 一人之下 the outcast（張楚嵐）
- 刀劍亂舞－花丸－（一期一振）

2017年
- 秋葉原之旅 -THE ANIMATION-（師父）
- 清戀（嘉味田正一）
- 月色真美（比良拓海[4]）
- 異世界食堂（夏利夫）
- 18if（結城）
- 獨佔我的英雄（矢橋）
- 十二大戰（虛擬角色橘）
- 泥鯨之子們在沙地上歌唱（尼比）

2018年
- 愛吃拉麵的小泉同學（美沙的男友）
- 三顆星彩色冒險（齋藤）
- 續 刀劍亂舞－花丸－（一期一振）
- 一人之下 羅天大醮篇（張楚嵐）
- DARLING in the FRANXX（9'ε）
- 齊木楠雄的災難 第2期（僧A）
- 妖怪旅館營業中（白夜）
- 鋼彈創鬥者 潛網大戰（KO-1／七瀨光一）
- 百鍊霸王與聖約女武神（史坦索爾）
- 火之丸相撲（學生、主持人、榎木晉太郎）
- 不受歡迎之家（全配角）[5]

2019年
- 慕留人-火影忍者新世代-（小桃）
- 為什麼老師會在這裡！？（男學生、立花的父親）
- 胡蝶綺 ～少年信長～（佐久間盛重、吾七）
- 異世界超能魔術師（拉克魯達）
- 星合之空（中尾）
- 鋼彈創鬥者 潛網大戰Re:RISE（KO-1／七瀨光一）

2020年
- 索瑪麗與森林之神（侍應生）
- 排球少年！！TO THE TOP（国見英）
- 偶像學園 on Parade！（瀨名翼）
- 魔法水果籃 第2期（友田邦光）
- 刀劍神域 Alicization War of Underworld -THE LAST SEASON-（達爾肯）
- 魔法科高中的劣等生 來訪者篇（吉田幹比古）
- 無能力者娜娜（葉多平常吉）
- A3! SEASON SPRING & SUMMER（月岡紬）

2021年
- 偶像★進行曲（鳶倉曉生）
- 工作細胞!!（一般細胞1）
- 花樣滑冰Stars（道長悠馬）
- 只有我能進入的隱藏迷宮（帕謝爾）
- 堀與宮村（上岡）
- 夢夢貓（今井津）
- 偶像學園Planet！（純潔鳳凰）
- 夢夢貓 Mix！（今井津）
- 奇巧計程車（男性A、田中兄、男性、銀行員）
- 影宅（道格）
- SSSS.DYNAZENON（雙葉）
- 魔法水果籃 The Final（友田邦光）
- 精靈幻想記（查理·奧波）
- 我們的重製人生（桐生孝史）
- 暗黑企業的迷宮（クルツ）
- 名偵探柯南（花井光喜）
- 魔法科高中的優等生（吉田幹比古）
- 星光魔法（休伊）
- 異世界食堂2（夏利夫）
- 86－不存在的戰區－（尤金·朗茲）
- 吸血鬼馬上死（修特）
- BUILD DIVIDE -#000000-（圓城直光）
- 世界盡頭的聖騎士（埃賽爾巴德）

2022年
- 平凡職業造就世界最強 2nd season（何塞·藍凱德）
- 薔薇王的葬列（演員B、隨從、多賽特）
- ORIENT 東方少年（島津夏樹）
- BUILD DIVIDE -#FFFFFF-（圓城直光）
- 王者天下4（靈凰）
- 骸骨騎士大人異世界冒險中（卡西）
- 足球風雲 Goal to the Future（松方新）
- 影宅 -2nd Season-（道格拉斯、道格）
- 黑之召喚士（卡歇爾）
- 東京喵喵NEW（宮本學長）
- 受讚頌者 二人的白皇（亞修瑪、利弗尼）
- BLEACH 千年血戰篇（死神）
- 機動戰士GUNDAM 水星的魔女（葛雷斯利宿舍操作員）

2023年
- 阿魯斯的巨獸（梅哲米[6]）
- 吸血鬼馬上死2（修特）
- 英雄王，為了窮盡武道而轉生～而後成為世界最強見習騎士♀～（拉斐爾·皮爾福特[7]）
- 被解僱的暗黑士兵（30多歲）開始了慢生活的第二人生（指揮官）
- 不相信人類的冒險者們好像要去拯救世界（貝格）
- 冰屬性男子與無表情女子（父親）
- 妖幻三重奏（歌川畫樂）
- 【我推的孩子】（涼介）
- 機動戰士GUNDAM 水星的魔女（駕駛員學生）
- 怕痛的我，把防禦力點滿就對了2（威爾巴特）
- 屍體如山的死亡遊戲（西明寺水琴）
- 放學後失眠的你（學長）
- 轉生貴族的異世界冒險錄～不知自重的眾神使徒～（葛拉托）
- 七魔劍支配天下（奧利佛·霍恩[8]）
- Sugar Apple Fairy Tale（瓦倫泰[9]）
- AI電子基因（瀨戶）
- 間諜教室（塔利庫·普普克）
- 魔王學院的不適任者～史上最強的魔王始祖，轉生就讀子孫們的學校～II（阿拉密斯·艾魯迪墨）
- BLEACH 千年血戰篇（技術開發局局員）
- 世界盡頭的聖騎士 鐵鏽之山的君王（埃賽爾巴德[10]）
- 聖魔大戰 BIKKURI-MEN（阿里巴巴[11]、龜神阿里巴巴）
- 16bit的感動 ANOTHER LAYER（Echo1）
- 某大叔的VRMMO活動記（運營）

2024年
- 魔法科高中的劣等生（第3期）（吉田幹比古[12]）
- 刀劍亂舞 迴 -虛傳 燃燒的本能寺-（一期一振[13]）
- 我回來了、歡迎回家（藤吉真生[14]）
- 棉花糖女孩遇上悶騷男孩（桐谷凪[15]）
- 魔導具師妲莉亞永不妥協（沃爾弗雷德·斯卡法洛特[16]）
- 杖與劍的魔劍譚（ジョルア・モレーン[17]）
- 金肉人 完美超人始祖篇（スペシャルマン[18]）
- 尋神的旅途（ガスマスク[19]）

2025年
- 魔法使的約定（亞瑟[20]）
- 雖然我是注定沒落的貴族 閒來無事只好來深究魔法（德古拉）
- 涅庫羅諾美子的宇宙恐怖秀（佐野清司郎[21]）
- 轉生惡女的黑歷史（米卡[22]）
- 桃源暗鬼（淀川真澄[23]）
- 妖怪旅館營業中 貳（白夜[24]）

### 劇場版動畫
2011年
- 永久之久遠（駕駛員9、青年A）

2014年
- 玉子愛情故事（大路餅藏）

2015年
- UFO學園的秘密（伊藤）

2017年
- 劇場版 魔法科高中的劣等生 呼喚星星的少女（吉田幹比古[25]）

2025年
- 凡爾賽玫瑰（拉薩爾[26]）

### 網路動畫
2016年
- 哨聲響起 重配版（笠井竹巳）[27]

2023年
- 關於我轉生變成史萊姆這檔事 柯里烏斯之夢（サウザー[28]）

2025年
- 迪士尼 扭曲仙境 動畫版（Azul Ashengrotto[29]）

### 遊戲
2015年
- 刀劍亂舞（一期一振）
- 愛☆Chu（鳶倉曉生）
- 夢王國與沉睡的100王子（卡利班恩）

2016年
- 傳頌之物 二人的白皇（亞修瑪）

2017年
- A3！（月岡紬）

2018年
- 王之逆襲（魯西亞司）
- 食之契約（帝王蟹、芥末章魚）

2019年
- ブラックスター-Theater Starless- （吉野）
- 魔法使いの約束-(アーサー)

2020年
- ツイステッドワンダーランド-(アズール‧アーシェングロット)

2022年
- AI：夢境檔案 涅槃肇始（龍木）
- 刀劍亂舞無雙 （一期一振）

2024年
- 魔法禁书目录 幻想收束（木原相似）
- 白荆回廊（艾摩訶）
- 暗喻幻想：ReFantazio（亞隆佐）

### 特攝片
- 假面騎士×假面騎士 Wizard & Fourze MOVIE大戰Ultimatum（假面騎士之聲）

### 廣播劇CD
2017年
- 我家的女僕小姐（弘文）
- 為了女兒，我說不定連魔王都能幹掉。（肯尼斯）
- Fate/Prototype蒼銀的碎片（來野巽）
- 小書痴的下剋上：為了成為圖書管理員不擇手段！ 廣播劇CD（達穆爾[30]）

2018年
- Fate/Prototype蒼銀的碎片（來野巽）
- 小書痴的下剋上：為了成為圖書管理員不擇手段！ 廣播劇CD2（達穆爾[31]）

## 外部連結
- 事務所簡歷（日語）